# Opdyke West
Opdyke West – miasto w Stanach Zjednoczonych, w stanie Teksas, w hrabstwie Hockley.